# Castelmauro
Castelmauro är en ort och kommun i provinsen Campobasso i regionen Molise i Italien. Kommunen hade 1 431 invånare (2018).